# Pokémon (anime)
Pokémon (förkortat från Pocket Monsters som det heter i Japan) är en japansk anime-serie som har kommit till först Nordamerika och senare Europa och Sydamerika. Den är baserad på TV-spelsserien med samma namn och är en del av franchiseföretaget Pokémon. Från början fanns det endast en serie, Pokémon, men numera finns det ytterligare tre stycken: Pokémon: Advanced Generation som följdes av Pokémon Diamond & Pearl som båda följer den första serien. I september 2010 började Pokémon: Black & White sändas i Japan. Utöver det finns det också Pokémon Chronicles som är en serie som handlar om de återkommande figurerna i serien

## Pokémon-serierna
Den första serien handlade om Ash Ketchum (Satoshi på japanska) och hans dröm om att bli Pokémonmästare och fånga alla Pokémon. Till skillnad från TV-spelen börjar Ash med Pikachu som pokémon under ovanliga omständigheter. Mycket av serien bygger på vänskapen mellan Ash, Pikachu samt hans andra Pokémon och de andra tränare han träffar på sin väg.
De två andra serierna fokuserar mindre på Ash, även om de fortfarande följer hans resa. I Pokémon: Advanced Generation och Pokémon Diamond & Pearl är han inte längre ensam huvudperson, utan delar den med koordinatorerna May och Dawn. 
Men i den serien Black & White fokuseras på Ash som huvudperson igen, och mindre på hans reskamrater Iris och Cilan. Det gör att Best Wishes mer liknar originalserien.
I X&Y serien fokuseras serien mest på Ash och Serena (amourshipping). Serena är mycket förtjust i Ash, något som Bonnie, Shauna och Miette har lagt märke till.

### Avsnitt
I Japan består den första säsongen av 83 delar men internationellt består den av 78 delar. Den andra säsongen fortsätter från del 84 respektive 79 till och med 118 respektive 116. Säsong 3 fortsätter därifrån till del 159 respektive 154. Därefter fortsätter säsong 4 till del 211 respektive 209, säsong 5 till del 276 respektive 275, vilket är den sista delen av den första serien. Därefter börjar Pokémon: Advanced Generation, som består av 3 säsonger och 192 avsnitt. Efter det tar Pokémon serien Diamond & Pearl vid, och därefter den pågående serien Black & White.
Det första avsnittet sändes i Sverige på TV4 den 4 mars 2000.

## Kontrovers
Animen skapade kontrovers den 16 december 1997 när avsnittet "Dennō Senshi Porygon" påstods orsaka epileptiska anfall hos många tittare, varav 685 fick föras till sjukhus.

## Svenska röster (i urval)
- Ash - Dick Eriksson
- Pikachu - Ikue Ōtani
- Misty - Anna Book (senare Pernilla Wahlgren, Maria Rydberg och Annica Smedius)
- Brock - Mattias Knave
- Jessie - Annelie Bhagavan
- James - Andreas Nilsson
- Meowth - Linus Wahlgren
- Professor Samuel Oak - Hans Wahlgren (senare Hasse Jonsson, Bengt Järnblad)
- Giovanni - Hans Wahlgren (senare Joakim Jennefors och Hasse Jonsson)
- Gary Oak - Hasse Jonsson
- Joy - Maria Rydberg
- Jenny - Annika Rynger
- Todd - Kim Sulocki
- May - Maria Rydberg
- Max - Nick Atkinson
- Tracey Sketchit - Johan Hedenberg
- Dawn - Elina Raeder
- Cilan - Oskar Kongshöj
- Iris - Elina Raeder/ Amanda Renberg
- Clemont (XY) - Adam Portnoff
- Serena - Dorothea Norling
- Diantha (XY) - Mikaela Tidermark Nelson
- Miette (XY) - Emelie Clausen
- Pokedex-rösten - Andreas Nilsson
- Berättare - Hans Wahlgren (senare Stephan Karlsén och Felix Engström)